# Bârzogani
Bârzogani falu Romániában, Erdélyben, Fehér megyében.

## Fekvése
Valeabarni közelében fekvő település.

## Története
Bârzogani korábban Valeabarni része volt, 1956 körül vált külön 31 lakossal.
1966-ban 49, 1977-ben 72, 1992-ben 45, 2002-ben pedig 41 román lakosa volt.